# Schwarzachtobler Sandstein
Der Schwarzachtobler Sandstein wird in einem Steinbruch in Bildstein im österreichischen Bundesland Vorarlberg abgebaut.
Entstanden ist das Sedimentgestein vor ca. 30 Millionen Jahren im Tertiär (Oberoligozän). Es ist Teil der Schichtenfolge der Unteren Meeresmolasse.
Der Steinbruch befindet sich an der Tobelstraße 419 im Gemeindegebiet Bildstein. Die Zufahrt geht über die L7 Richtung Bregenzerwald.

## Technische Daten
Quarzgehalt 57 %
Rohdichte: 2,65 Tonnen pro m³
Reindichte: 2,77 Tonnen pro m³
Druckfestigkeit: 244,8 N/mm²
Biegezug: 15,6N/mm²
Verschleißwert: 5,89 cm³/50 cm²
Porosität: 4,38 %
Wasseraufnahme: 4,26 Gramm / 0,37 %
Frostbeständigkeit: Ja
Tausalzbeständigkeit: Ja

## Produkte aus Schwarzachtobler Sandstein
Wasserbausteine
Hangverbauungssteine
Verblender
Schroppen
Mauersteine
Boden- und Terrassenbeläge
Fassaden

## Abbau im 21. Jahrhundert
Der Steinbruch Schwarzachtobel weist 2 Lagerschichten auf. Das erste Lager hat eine Mächtigkeit von 2 Metern und das zweite Lager eine Mächtigkeit von 4 Metern. Mittels pneumatischen Bohrlafetten werden die Rohblöcke in Formate von 10 bis 25 Tonnen dimensioniert. Es können aber auch größere Formate produziert werden. Nach den Bohrungen werden die Bohrlöcher mit Trennzement befüllt und die gewünschte Sollbruchstelle erzeugt. Der abgelöste Rohblock wird mit einem 52 Tonnen schweren Bagger aus dem Felsen gelöst und auf einen Tieflader zur Weiterverarbeitung verladen.

## Schwarzacher Wetzsteine
Die Schwarzacher Wetzsteinerzeugung, ältester und einst blühender Industriezweig, reicht bis in das 17. Jahrhundert zurück.